# بلقنة

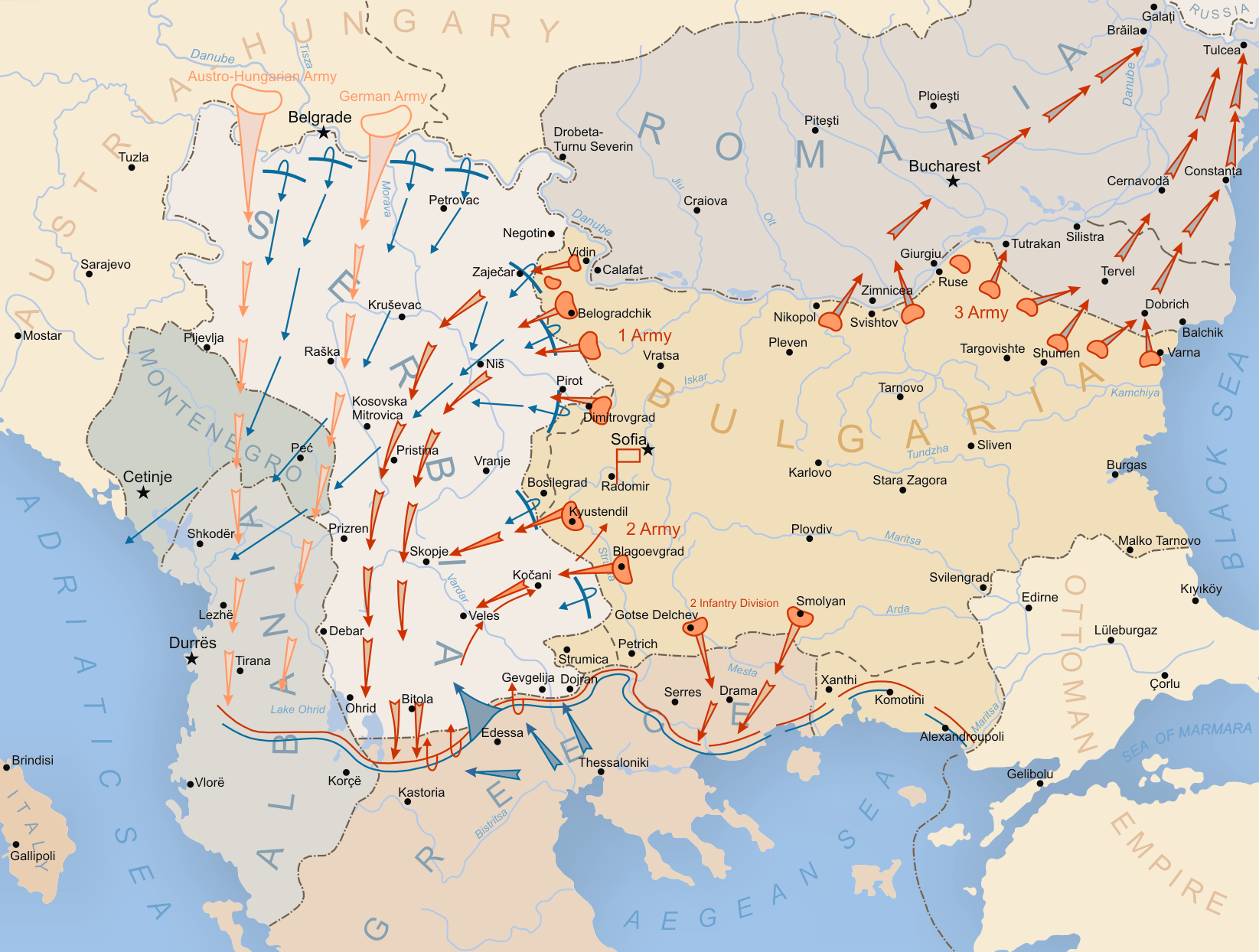
كانت منطقة البلقان مسرحا للصراع بين دول الوسط ودول الحلف إبان الحرب العالمية الأولى.

رسم توضيحى لمنطقة البلقان منذ عام 1796 إلى عام 2008

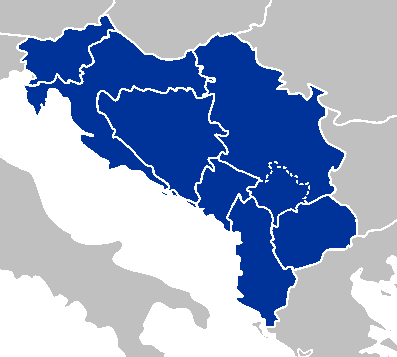
منطقة البلقان

البَلْقَنَةُ مصطلح ظهر في نهاية الحرب العالمية الأولى لوصف التجزؤ الإثني والسياسي لمنطقة البلقان نتيجة انحلال الدولة العثمانية. وقد أعيد استخدام المصطلح في الحديث على منطقة البلقان للمرة الثانية إبان الحروب اليوغسلافية في تسعينيات القرن 20 م، وهي التي اتسمت بعنف وصل إلى حد التطهير العرقي. يستخدم هذا المصطلح اليوم للتعبير عن انشطار دولة ما تحوي إثنيات مختلفة، وسقوطها في الحرب الأهلية والتطهير العرقي، بشكل يشابه ما حدث في منطقة البلقان. كان الرئيس الفلسطيني ياسر عرفات من بين أوائل من استعاروا مصطلح البلقنة في العالم العربي.

## أصل المصطلح
يعود أصل مصطلح "البلقنة" الذي تمت صياغته في أوائل القرن العشرين، إلى تصوير الأحداث خلال حروب البلقان (1912–1913) والحرب العالمية الأولى (1914–1918). لم تظهر خلال الانفصال التدريجي لدول البلقان عن الإمبراطورية العثمانية خلال القرن التاسع عشر، ولكن تمت صياغتها في نهاية الحرب العالمية الأولى. في ذلك الوقت ألبانيا كانت الإضافة الوحيدة لخريطة البلقان الموجودة في ذلك الوقت، حيث تشكلت دول أخرى -بالفعل- في القرن التاسع عشر. تم استخدام هذا المصطلح في البداية من قبل الصحفيين والسياسيين، الذين استخدموه كأداة مفاهيمية لتفسير النظام العالمي المتطور الناتج عن انهيار إمبراطوريتي هابسبورغ ورومانوف والانفصال اللاحق لدول البلقان في أعقاب تفكك الإمبراطورية العثمانية في القرن التاسع عشر. بعد الحرب العالمية الثانية (1939-1945)، خضع المصطلح لتطور كبير، وتوسع إلى ما هو أبعد من سياقه الأصلي ليشمل مجالات متنوعة مثل اللغويات والديموغرافيا وتقنية المعلومات وفن الطهي وغيرها. وقد زاد هذا التوسع نطاقه الوصفي ليشمل ظواهر مختلفة، غالبًا ما تكون ذات دلالات تصل إلى التحقير. لاحقا وردًا على ذلك، سعى الباحثون النقديون في أواخر القرن العشرين وأوائل القرن الحادي والعشرين إلى نزع الطابع الطبيعي عن "البلقنة" واستعادتها.

## الاستخدام الدولي السياسي

خريطة التغيرات في الحدود بين الدول والاقاليم في أوروبا بعد الحرب العالمية الأولى من بعد عام 1923)

يشير المصطلح (الذي تمت صياغته في أوائل القرن العشرين في أعقاب انهيار الإمبراطورية العثمانية) إلى تقسيم شبه جزيرة البلقان، التي كانت تحكمها الإمبراطورية العثمانية بالكامل تقريبًا، إلى عدد من المناطق (التي أصبحت بلاد مستقلة لاحقا). من الولايات الأصغر بين عامي 1817 و1912. أصبح الاستخدام الشائع في أعقاب الحرب العالمية الأولى مباشرة، مع إشارة إلى العديد من الدول الجديدة التي نشأت من انهيار الإمبراطورية النمساوية المجرية والإمبراطورية العثمانية.

## إثارة الرأي العام
إسبانيا

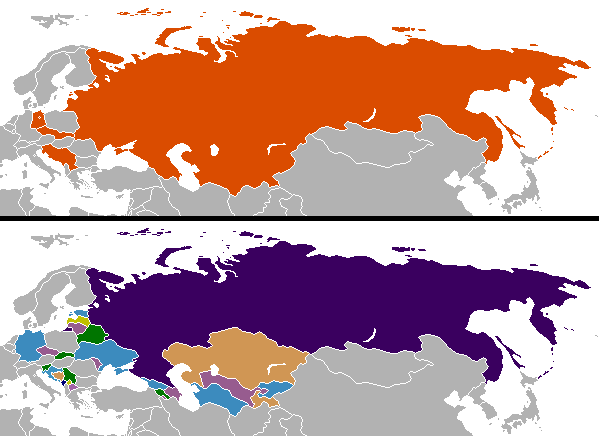
التغيير في الحدود الوطنية للدول والمجتمعات بعد انتهاء الحرب الباردة وتفكك الاتحاد السوفييتي وتفكك يوغوسلافيا

شهدت بعض بلدان أوروبا التي توحدت فيها شعوب أو أمم لها خصوصية تاريخية مؤخرًا، آراء انفصاليين صريحين بحص الانفصال. وقد أثار ذلك أصواتاً رجعية تخشى البلقنة. شهدت شبه الجزيرة الأيبيرية، وخاصة إسبانيا، منذ زمن الأندلس (المنتهية عام 1492) أصواتًا تخشى حدوث تمزق غير منظم. الحركات الانفصالية الرئيسية اليوم هي الانفصالية الباسكية والاستقلال الكاتالوني.
كندا
كندا دولة مستقرة ولكن يوجد فيها حركات انفصالية، وأقوى هذه الحركات هي حركة سيادة كيبك، التي تسعى إلى إنشاء دولة قومية في كيبيك، والتي تضم غالبية سكان كندا الكنديون الفرنسيون. وقد تم إجراء استفتائين لحسم هذه المسألة، أحدهما في عام 1980 والآخر في عام 1995. وقد خسر الانفصاليون كلا الاستفتاءين، وخسر الاستفتاء الأخير بفارق ضئيل. توجد أيضًا حركات أقل انتشاراً وأصغر حجماً في مناطق المروج والسهول والبراري الكندية، وخاصة مقاطعة ألبرتا، للاحتجاج على ما يُنظر إليه على أنه هيمنة كيبيك وأونتاريو على السياسة الكندية. رئيس الوزراء وروي رومانو [الإنجليزية] نظر أيضًا في انفصال مقاطعة ساسكاتشوان عن كندا إذا نجح استفتاء عام 1995، الأمر الذي كان سيؤدي إلى بلقنة كندا.
كانت كيبيك مكن لظهور حركة التقسيم "الصغيرة الحجم" ولكن الصاخبة من جانب المجموعات الناشطة الأنجلو كيبيك المعارضة لفكرة استقلال كيبيك من 80٪ من سكانها المقاطعة الناطقة بالفرنسية. أحد هذه المشاريع هو اقتراح لمقاطعة مونتريال لإنشاء مقاطعة منفصلة عن كيبيك لمجتمعات مونتريال الناطقة بالإنجليزية والألوفونية  (اللغة الأم ليست الإنجليزية ولا الفرنسية).
المملكة المتحدة
في يناير 2007، أدى الدعم المتزايد لاستقلال اسكتلندا إلى قيام وزير الخزانة في المملكة المتحدة ورئيس الوزراء لاحقًا جوردون براون بالحديث عن "بلقنة بريطانيا". توجد أيضًا حركات الاستقلال في المملكة المتحدة في إنجلترا، وكورنوال وشمال إنجلترا (في حد ذاتها أجزاء من إنجلترا)، ويلز، وأيرلندا الشمالية.

## استخدامات لاحقة
إلى جانب الاستخدام الأول للمصطلح في البلقان، أصبح متداولاً لاحقاً لوصف حالات مشابهة. في الستينيات من القرن العشرين استخدم لوصف بشأة مجموعة دول أفريقية في أعقاب تفكك الإمبراطوريات الإستعمارية الفرنسية والإنجليزية هناك. كما وأعيد استخدامه في التسعينيات من القرن ذاته لوصف تفكك يوغوسلافيا وانهيار الاتحاد السوفيتي والذي أدى إلى ظهور العديد من الدول، معظمها كان غير مستقر وسط نشوب توترات بين مجموعاتها العرقية.
عام 2007 تحدث جوردون براون رئيس وزراء المملكة المتحدة عما يسمى ببلقنة بريطانيا، إثر الحديث عن استقلال إسكتلندا. البلقنة بمعنى تقسيم دولة لدولة أخرى إلى عدة دويلات معادية لبعضها البعض.

### في المشرق العربي
كان الرئيس الفلسطيني ياسر عرفات من بين أوائل من استعاروا مصطلح البلقنة في المشرق العربي، حيث وصف الوجود الإسرائيلي في لبنان بعد اجتياح 1982، ودعمه لقوى عميلة في لبنان، بكونه «تمهيدا لبلقنة المنطقة بأكملها.»
في الثمانينيات استخدم اللبناني جورج قرم مصطلح "البلقنة" لوصف محاولات مؤيدي إسرائيل لإنشاء دولة حاجزة على أساس خلفيات عرقية في بلاد الشام لحماية السيادة الإسرائيلية. في عام 2013 الصحفي الفرنسي برنارد جوتا يكتب في صحيفة "ليبراسيون" طبق المصطلح على:
- لبنان: الانقسام السياسي بين المسلمين والمسيحيين والدروز.[10]
- الحرب الأهلية السورية (بعد عام 2011)[10]

### في أفريقيا
جادل بيتس وكوتسوورث وويليامسون بأن البلقنة قد لوحظت بشكل كبير في غرب أفريقيا آنذاك محميات شرق أفريقيا البريطانية [الإنجليزية]. في ستينيات القرن العشرين، بدأت دول المجموعة المالية الإفريقية في اختيار "الحكم الذاتي داخل المجتمع الفرنسي" في حقبة ما بعد الاستعمار. سُمح للبلدان الواقعة في منطقة الفرنك الأفريقي بفرض الرسوم الجمركية وتنظيم التجارة وإدارة خدمات النقل.
حصلت زامبيا، زيمبابوي، ملاوي، أوغندا وتنزانيا على الاستقلال في نهاية فترة ما بعد الاستعمار القوى العظمى. وشهدت الفترة أيضًا انهيار اتحاد روديسياس ونياسالاند بالإضافة إلى المفوضية العليا لشرق إفريقيا [الإنجليزية]. وكان الانقسام إلى دول اليوم نتيجة للتحرك نحو اقتصاد مغلق. وكانت البلدان تتبنى سياسات مناهضة للتجارة والسوق. وكانت معدلات التعريفات الجمركية أعلى بنسبة 15% مما كانت عليه في بلدان منظمة التعاون الاقتصادي والتنمية خلال السبعينيات والثمانينيات القرن العشرين. وكانت شبكات النقل مجزأة؛ وتمت زيادة اللوائح المتعلقة بالعمالة والعاملين وتدفق رأس المال؛ تم تنظيم وإقرار ضوابط الأسعار. بين عامي 1960 و1990، أدت سياسة البلقنة في إفريقيا إلى نتائج كارثية. وكان الناتج المحلي الإجمالي لهذه المناطق يمثل عُشر دول منظمة التعاون الاقتصادي والتنمية. أدت البلقنة أيضاً إلى ما أسماه فان دي فالي "أسعار الصرف المبالغ فيها إلى حد ما" في أفريقيا. ساهمت البلقنة في ما ادعى بيتس وكوتسوورث وويليامسون أنه العقد الضائع في قارة إفريقيا.
ولم ينتهي الركود الاقتصادي إلا في منتصف التسعينيات. بدأت دول المنطقة في إدخال المزيد من سياسات الاستقرار. وما كان في الأصل سعر صرف مرتفع انخفض في نهاية المطاف إلى سعر صرف أكثر معقولية بعد تخفيض قيمة العملة في عام 1994. بحلول عام 1994 انخفض عدد البلدان التي لديها سعر صرف أعلى بنسبة 50% من سعر الصرف الرسمي من 18 إلى 4. ومع ذلك، لا يزال هناك تقدم محدود في تحسين السياسات التجارية داخل المنطقة، وفقًا لفان دي والي. وبالإضافة إلى ذلك، لا تزال بلدان ما بعد الاستقلال تعتمد بشكل كبير على الجهات المانحة في خطط التنمية. ولا تزال البلقنة تؤثر على إفريقيا اليوم. ومع ذلك، فإن هذه الرواية السببية لا تحظى بشعبية في العديد من الدوائر.

### في ليبيا
في فبراير2009، صرح الرئيس الليبي معمر القذافي، الذي انتخب حديثاً رئيساً للاتحاد الأفريقي، أمام الزعماء الأفارقة المجتمعين: "سأستمر في الإصرار على أن تعمل بلداننا ذات السيادة على تحقيق الولايات المتحدة الأفريقية". كما أشار القذافي إلى أن الولايات المتحدة الأفريقية المقترحة قد تمتد في نهاية المطاف إلى أقصى الغرب حتى منطقة البحر الكاريبي والجزر القريبة الأخرى التي تضم جاليات أفريقية كبيرة. لكن عام 2011 اندلعت الحرب الأهلية الليبية بين القوات الموالية للقذافي والجماعات المتمردة التي تسعى إلى الإطاحة بحكومته. وفي نهاية المطاف قُتل القذافي خلال معركة سرت في أكتوبر2011.

## الكتب
صدر عدد من الكتب والدراسات حول البلقنة بلغات متعددة منها:
- البلقنة والسياسة العالمية، إعادة تشكيل المدن والهندسة المعمارية Nikolina Bobic(بالانجليزية: Balkanization and Global Politics, )2019, .[book 1]
- بلقنة الغرب: التقاء ما بعد الحداثة وما بعد الشيوعية (بالانجليزية: The Balkanization of the West) [book 2]

## انظر ايضا
- اللًَبْنَنَة [الإنجليزية]
- الباكستانية
- كلاينشتاتراي
- حروب البلقان
- اتحاد البلقان
- تفكك يوغوسلافيا
- سقوط الدولة العثمانية
- تفكك الإمبراطورية النمساوية المجرية
- تفكك الاتحاد السوفيتي
- العزل المجتمعي للطوائف السياسية
- نظرية الصراع الاجتماعي الممتد
- انفصال
- حق تقرير المصير
- فرق تسد
- حكم ذاتي
- سيادة
- معاهدة سيفر
- معاهدة تريانون

## الملاحظات
1. ↑  مجتمعات مونتريال الناطقة بالإنجليزية والألوفونية ( anglophone and allophone)
2. ↑  جورج قرم أكاديمي وكاتب وسياسي لبناني شغل عدد من الناصب الوزارية منها وزارة الاقتصاد
3. ↑  المجموعة المالية الافريقية ترجمتها هي Communauté Financière Africaine.
4. ↑  منظمة التعاون الاقتصادي والتنمية هي منظمة اقتصادية حكومية دولية تضم 38 دولة عضو، تأسست في عام 1961 لتحفيز التقدم الاقتصادي والتجارة العالمية

### باللغة الانجليزية
1. 1 2 3  روبرت برنكل. «البلقنة» في الموسوعة البريطانية. (باللغة الإنجليزية) نسخة محفوظة 26 يوليو 2020 على موقع واي باك مشين.
2. 1 2  «تقرير ندوة المنظمات غير الحكومية التابعة للأمم المتحدة بأمريكا الشمالية بشأن قضية فلسطين». مقر الأمم المتحدة، نيويورك، 24–26 يونيو 1987. (باللغة الإنجليزية) نسخة محفوظة 22 أغسطس 2020 على موقع واي باك مشين.
3. ↑  Veliu, Liridona (2022), "Balkanization", In Richmond, Oliver P.; Visoka, Gëzim (eds.), The Palgrave Encyclopedia of Peace and Conflict Studies (بالإنجليزية), Cham: Springer International Publishing, pp. 80–90, DOI:10.1007/978-3-030-77954-2_34, ISBN:978-3-030-77954-2, Archived from the original on 2023-11-23, Retrieved 2023-11-23
4. ↑  Robert Kahn. "The Balkanization of the United States". www.courthousenews.com. مؤرشف من الأصل في 2023-11-15.
5. ↑  Pringle 2016.
6. ↑  Simic 2013، صفحة 128.
7. 1 2  McLean، Renwick (29 سبتمبر 2005). "Catalonia steps up to challenge Spain". The New York Times. مؤرشف من الأصل في 2017-10-16. اطلع عليه بتاريخ 2017-10-15.
8. ↑  BBC News | Politics | UK's existence is at risk - Brown , 13 January 2007 نسخة محفوظة 27 أبريل 2009 على موقع واي باك مشين.
9. ↑  Corm, Georges (Jan 1983). "بلقنة الشرق الأوسط" [بلقنة الشرق الأوسط]. Le Monde Diplomatique (بالفرنسية). pp. 2–3. Archived from the original on 2024-07-12. Retrieved 2024-07-03.{{استشهاد بخبر}}:  صيانة الاستشهاد: BOT: original URL status unknown (link)
10. 1 2  Guetta, Bernard (28 May 2013). "بلقنة الشرق الأوسط" [بلقنة الشرق الأوسط]. Libération.fr (بفر). Planete/2013/05/28/la-balkanisation-du-proche-orient_906392 Archived from the original on 2019-09-28. Retrieved 2019-09-28. {{استشهاد بخبر}}: تحقق من قيمة |مسار أرشيف= (help)صيانة الاستشهاد: لغة غير مدعومة (link)
11. 1 2  Bates, Coatsworth & Williamson 2007.
12. ↑  Van de Walle 2004.
13. ↑  "What Is Balkanization?". ThoughtCo (بالإنجليزية). Archived from the original on 2023-12-12. Retrieved 2024-07-03.

### باللغة العربية
1. ↑  سمير عطا الله. «عودة «اللبننة»!» العربية. 14 صفر 1435 (2013 م). نسخة محفوظة 22 أغسطس 2020 على موقع واي باك مشين.
2. 1 2  "شرح معنى " البلقنة " | دليل مصطلحات هارفارد بزنس ريفيو". هارفارد بزنس ريفيو. مؤرشف من الأصل في 2023-03-28. اطلع عليه بتاريخ 2024-07-03.
3. ↑  Todorova، Maria (2022)، البلقان كمفهوم، Cham: Springer International Publishing، ص. 75، DOI:10.1007/978-3-030-77954-2_185، ISBN:978-3-030-77953-5، مؤرشف من الأصل في 2023-11-23، اطلع عليه بتاريخ 2023- 11-23 {{استشهاد}}: تحقق من التاريخ في: |تاريخ الوصول= (مساعدة) والنص "موسوعة بالجريف لدراسات السلام والصراع" تم تجاهله (مساعدة)
4. ↑  { {cite news |date=13 يناير 2007 |title=وجود المملكة المتحدة في خطر – براون |url=http://news.bbc.co.uk/1/hi/uk_politics/6258089.stm |work=BBC News |access -date=15 أكتوبر 2017 |archive-url=https://web.archive.org/web/20171015203952/http://news.bbc.co.uk/2/hi/uk_news/politics/6258089.stm |archive -date=15 أكتوبر 2017 |url-status=live}}

### الكتب
1. ↑  Nikolina Bobic (2019). ،alkanization and Global Politics، Remaking Cities and Architecture (ط. 1). Taylor & Francis. ج. 1. ص. 228. ISBN:9780367730819.{{استشهاد بكتاب}}:  صيانة الاستشهاد: التاريخ والسنة (link)
2. ↑  The Balkanization of the West: The Confluence of Postmodernism and Postcommunism (ط. 1). Routledge. 1994. ص. 244. ISBN:978-0415087551. {{استشهاد بكتاب}}: الوسيط |الأول= يفتقد |الأخير= (مساعدة)

## روابط خارجية
* ما هي البلقنة - thoughtco.com